# Comignolo

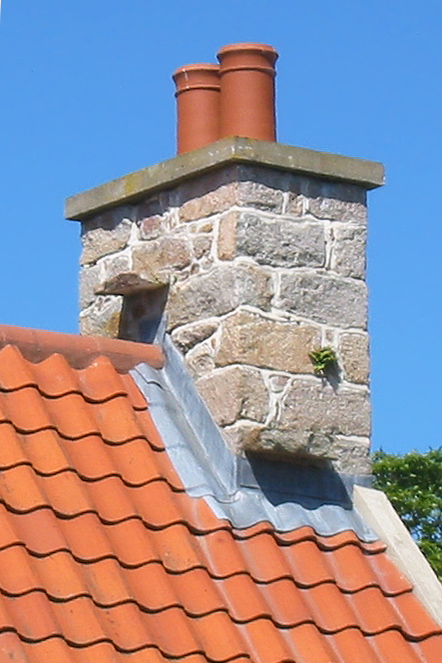
Un comignolo in pietra

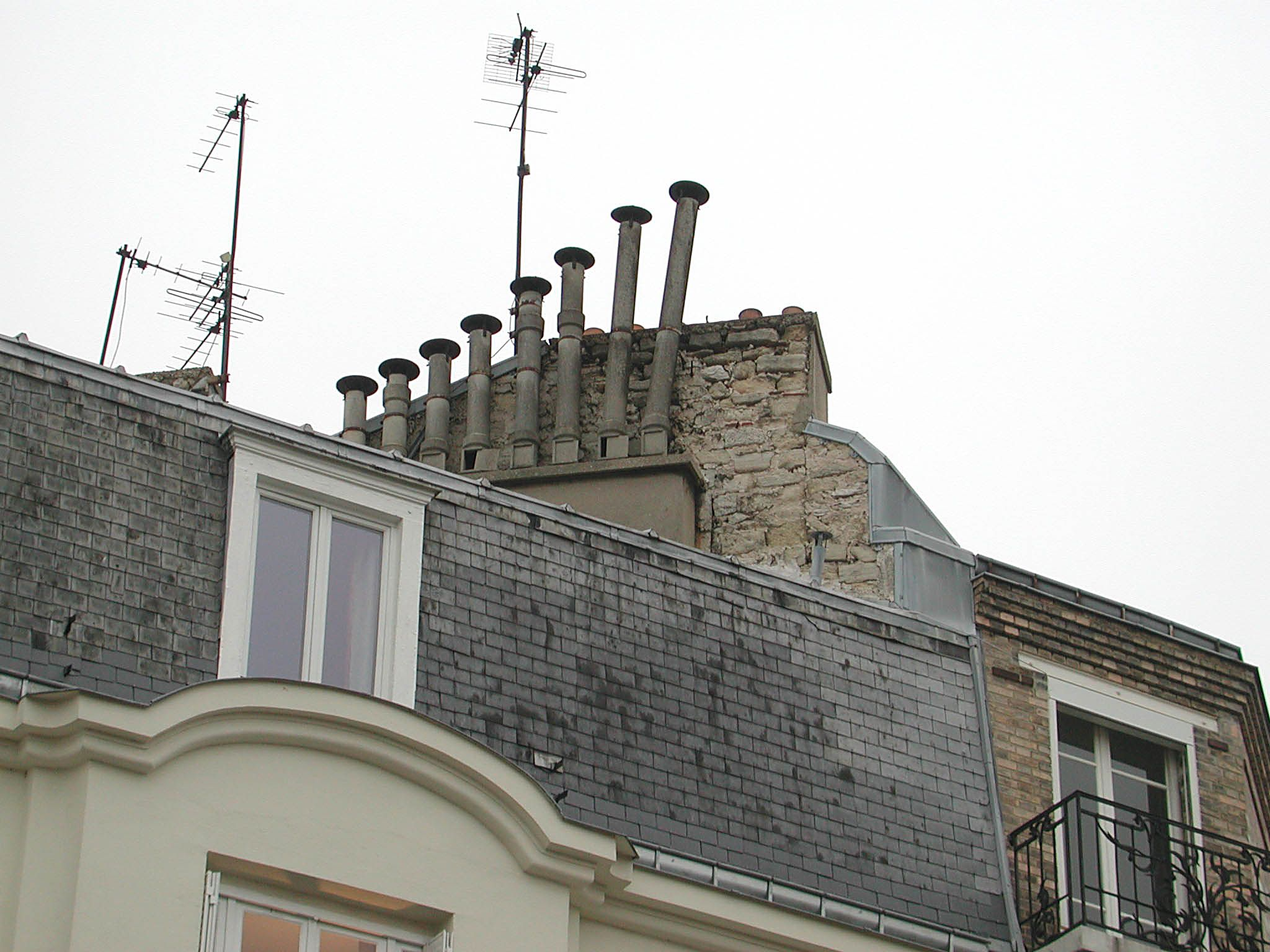
Comignoli sui tetti di Parigi

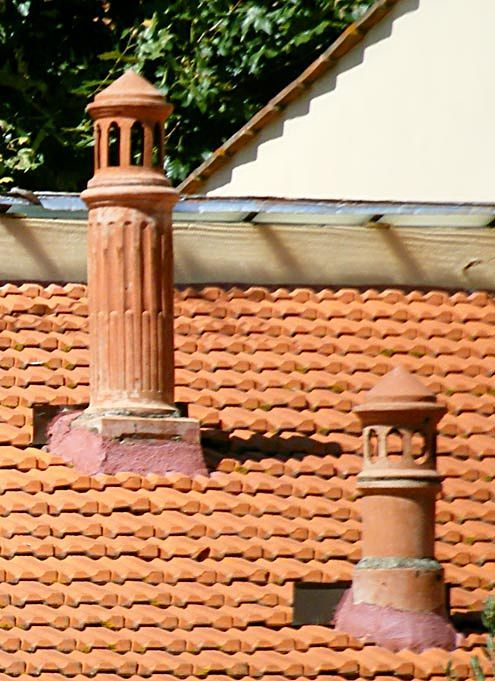
Comignoli ottocenteschi

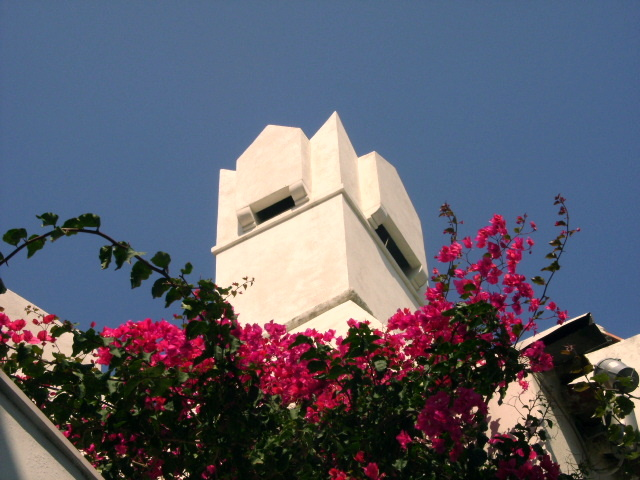
Comignolo in stile mediterraneo (Rodi Garganico)

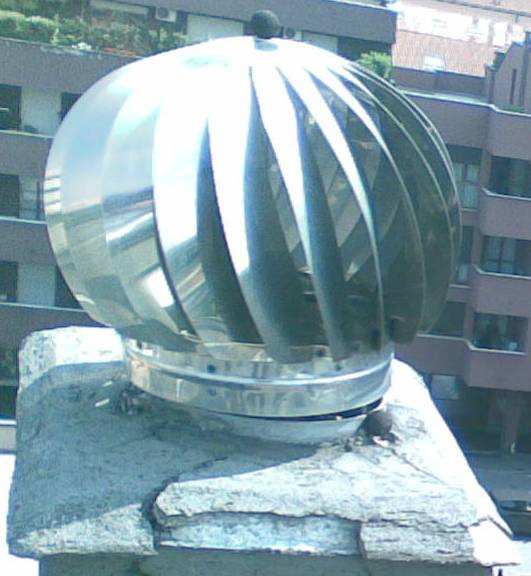
Comignolo eolico, che gira per effetto del vento, creando un risucchio del fumo e dell'aria viziata.

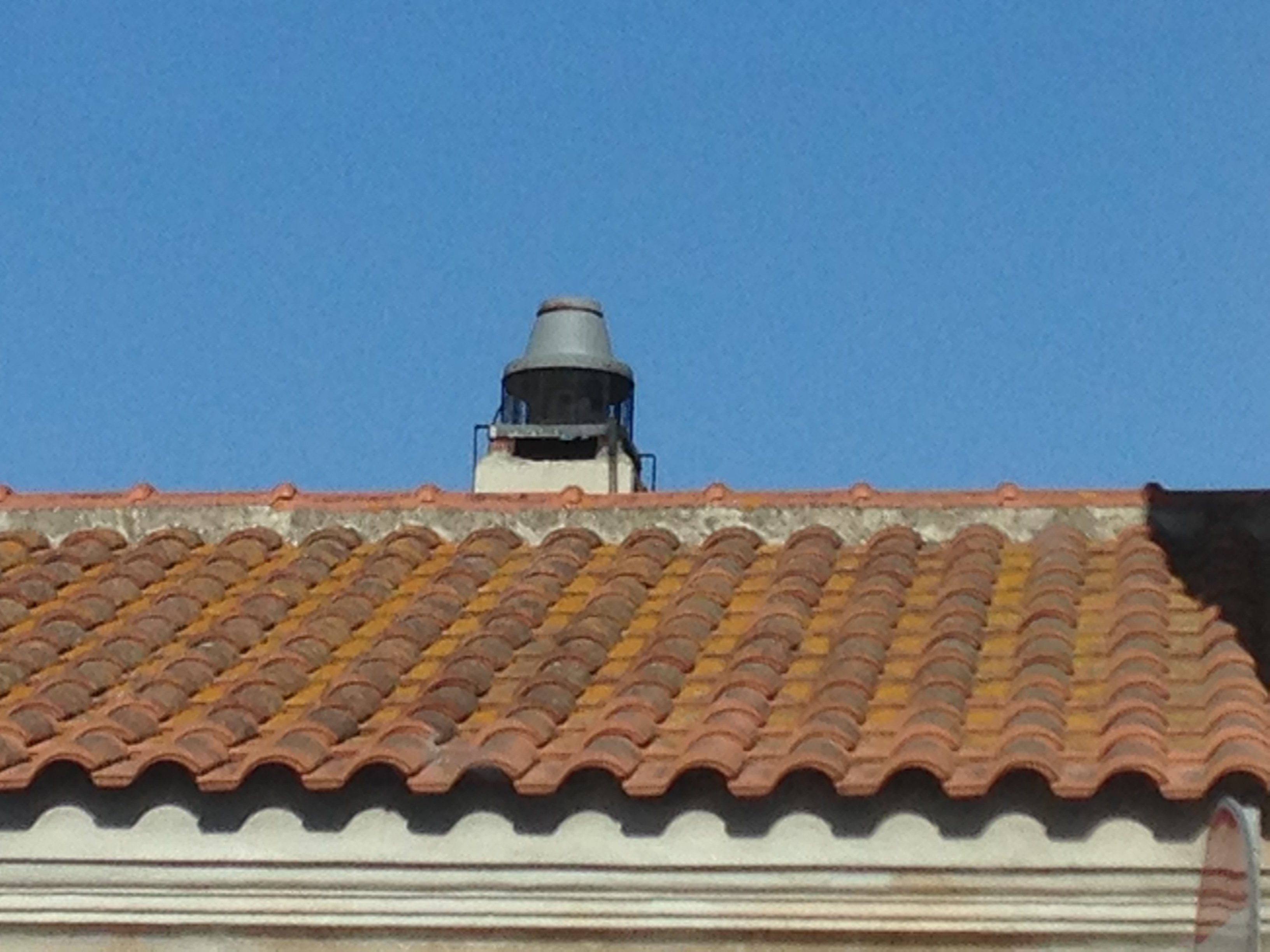
Comignolo dotato di Estrattore fumi, una ventola di aspirazione elettrica per aspirare più velocemente il fumo

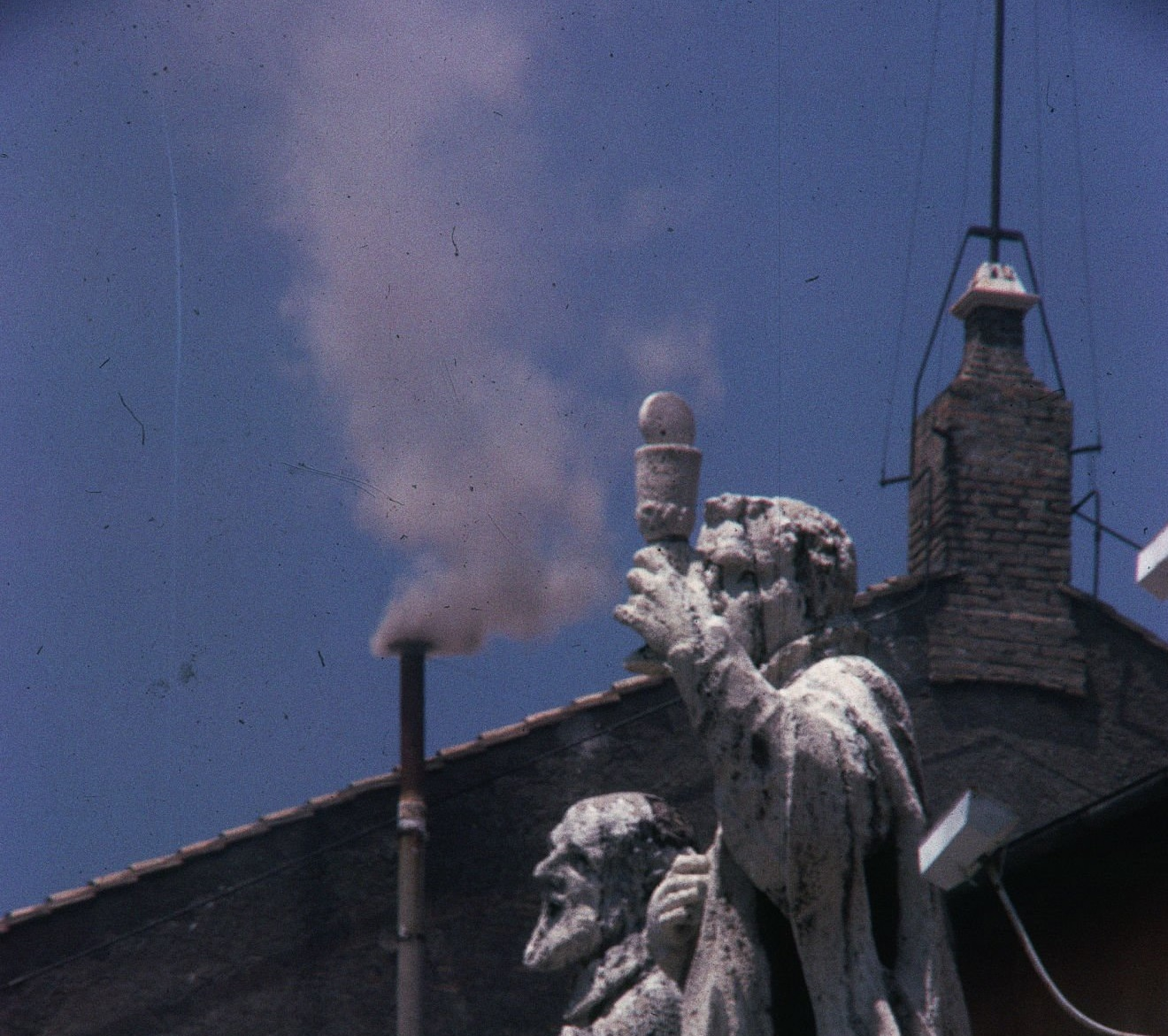
comignolo della cappella sistina durante il conclave

Il comignolo è la parte terminale della canna fumaria, molto spesso definito anche "camino".
Assume forme differenti a seconda delle tradizioni locali o degli stili architettonici.

## Caratteristiche e funzionamento
I comignoli possono essere costruiti in opera (ad esempio in mattoni durante la costruzione del tetto) o essere prefabbricati (per lo più in cotto o metallo)
La funzione è quella di disperdere nell'aria il fumo e gli altri prodotti della combustione. Deve anche evitare la penetrazione di corpi estranei (pioggia, neve, volatili o altro) per questa ragione la maggioranza dei comignoli ha una copertura fenestrata in modo da lasciare uscire il fumo ma da garantire una protezione in tal senso.
Il principio di funzionamento è assai semplice: in assenza di correnti d'aria esterne il fumo esce comunque essendo più leggero dell'aria. In presenza di vento l'efficacia del comignolo aumenta poiché sfrutta il principio di Bernoulli: ovvero se una corrente d'aria passa sopra all'apertura del comignolo essa crea una sorta di risucchio che aspira il fumo dall'interno della canna aumentandone la velocità di uscita. Viene in tal modo incrementato il tiraggio, soprattutto con i comignoli eolici. I comignoli devono essere distanziati tra di loro di almeno 2 metri come nelle foto. Nei comignoli dotati di tiracamino o di attivatore di tiraggio, il fumo viene aspirato più velocemente rispetto ai comuni comignoli grazie al tiraggio forzato, in quanto questo può creare problemi alla salute.